# Ammosperma
Ammosperma es un género botánico  de plantas, pertenecientes a la familia Brassicaceae.  Comprende ocho especies descritas y de estas solo 2 aceptadas.

## Taxonomía
El género fue descrito por Joseph Dalton Hooker y publicado en Genera Plantarum 1: 82. 1862.

## Especies aceptadas
A continuación se brinda un listado de las especies del género Ammosperma aceptadas hasta septiembre de 2013, ordenadas alfabéticamente. Para cada una se indica el nombre binomial seguido del autor, abreviado según las convenciones y usos.
- Ammosperma cinerea (Desf.) Baill.
- Ammosperma variabile Nègre & Le Houér.